# Distrito electoral del Callao
Callao es uno de los 27 distritos electorales representados en el Congreso de la República del Perú. La circunscripción elige actualmente a 4 congresistas. Sus límites corresponden a los de la Provincia Constitucional del Callao. El sistema electoral utiliza el método D'Hondt y una representación proporcional con doble voto preferencial opcional.

## Representantes
| 3 | 3 | 1 |

| 1 | 5 | 1 |

| 2 | 2 | 3 |

| 2 | 2 |

| 1 | 2 | 1 |

| 1 | 1 | 1 | 1 |

| 1 | 3 |

| 1 | 1 | 1 | 1 |

| 1 | 1 | 1 | 1 |

## Elecciones

### Elecciones parlamentarias de 2021
| Partidos y coaliciones                                                                               | Partidos y coaliciones                    | Voto popular | Voto popular | Voto popular | Escaños | Escaños |
| Partidos y coaliciones                                                                               | Partidos y coaliciones                    | Votos        | %            | ±pp          | Total   | +/−     |
| --- | ----------------------------------------- | ------------ | ------------ | ------------ | ------- | ------- |
| | Fuerza Popular (FP)                       | 62,979       | 13.76        | +5.16        | 1       | ±0      |
| | Renovación Popular (RP)1                  | 55,713       | 12.18        | +9.94        | 1       | +1      |
| | Avanza País (AvP)                         | 47,756       | 10.40        | +8.16        | 1       | +1      |
| | Podemos Perú (PP)                         | 39,534       | 8.64         | +1.26        | 1       | +1      |
| | Somos Perú (SP)                           | 38,194       | 8.35         | +1.86        | 0       | ±0      |
| | Acción Popular (AP)                       | 30,165       | 6.59         | –2.98        | 0       | –1      |
| | Victoria Nacional (VN)                    | 29,350       | 6.41         | Nuevo        | 0       | ±0      |
| | Juntos por el Perú (JP)                   | 28,841       | 6.30         | +1.82        | 0       | ±0      |
| | Partido Morado (PM)                       | 27,323       | 5.97         | –1.56        | 0       | –1      |
| | Perú Libre (PL)                           | 23,745       | 5.19         | –3.38        | 0       | ±0      |
| | Alianza para el Progreso (APP)            | 21,183       | 4.63         | –1.76        | 0       | ±0      |
| | Frente Popular Agrícola del Perú (Frepap) | 16,155       | 3.53         | –4.56        | 0       | –1      |
| | Partido Popular Cristiano (PPC)           | 14,162       | 3.10         | –1.34        | 0       | ±0      |
| | Unión por el Perú (UPP)                   | 5,917        | 1.29         | –2.56        | 0       | ±0      |
| | Partido Nacionalista Peruano (PNP)        | 4,202        | 0.92         | n/a          | 0       | ±0      |
| | Democracia Directa (DD)                   | 3,573        | 0.78         | –2.94        | 0       | ±0      |
| | Perú Patria Segura (PPS)                  | 3,443        | 0.75         | –1.34        | 0       | ±0      |
| | Frente Amplio (FA)                        | 3,037        | 0.66         | –3.45        | 0       | ±0      |
| | Renacimiento Unido Nacional (RUNA)        | 2,486        | 0.54         | –0.20        | 0       | ±0      |
| |                                           |              |              |              |         |         |
| Total                                                                                                | Total                                     | 457,578      |              |              | 4       | ±0      |
| |                                           |              |              |              |         |         |
| Votos válidos                                                                                        | Votos válidos                             | 457,578      | 73.71        | –6.38        |         |         |
| Votos en blanco                                                                                      | Votos en blanco                           | 55,905       | 9.01         | +7.01        |         |         |
| Votos nulos                                                                                          | Votos nulos                               | 107,272      | 17.28        | –0.63        |         |         |
| Votos emitidos                                                                                       | Votos emitidos                            | 620,755      | 75.29        | –5.34        |         |         |
| Abstenciones                                                                                         | Abstenciones                              | 203,741      | 24.71        | +5.34        |         |         |
| Votantes registrados                                                                                 | Votantes registrados                      | 824,496      |              |              |         |         |
| |                                           |              |              |              |         |         |
| Fuente:                                                                                              |                                           |              |              |              |         |         |
| Notas al pie: 1 Comparado con los resultados de Solidaridad Nacional (SN) en las elecciones de 2020. |                                           |              |              |              |         |         |
| Notas al pie:                                                                                        |                                           |              |              |              |         |         |
| 1 Comparado con los resultados de Solidaridad Nacional (SN) en las elecciones de 2020.               |                                           |              |              |              |         |         |

### Elecciones parlamentarias de 2020
| Partidos y coaliciones | Partidos y coaliciones                    | Voto popular | Voto popular | Voto popular | Escaños | Escaños |
| Partidos y coaliciones | Partidos y coaliciones                    | Votos        | %            | ±pp          | Total   | +/−     |
| --- | ----------------------------------------- | ------------ | ------------ | ------------ | ------- | ------- |
| | Acción Popular (AP)                       | 50,189       | 9.57         | +2.74        | 1       | +1      |
| | Fuerza Popular (FP)                       | 45,087       | 8.60         | –29.24       | 1       | –2      |
| | Perú Libre (PL)                           | 44,943       | 8.57         | Nuevo        | 0       | ±0      |
| | Frente Popular Agrícola del Perú (Frepap) | 42,416       | 8.09         | Nuevo        | 1       | +1      |
| | Partido Morado (PM)                       | 39,494       | 7.53         | Nuevo        | 1       | +1      |
| | Podemos Perú (PP)                         | 38,693       | 7.38         | Nuevo        | 0       | ±0      |
| | Somos Perú1 (SP)                          | 34,017       | 6.49         | n/a          | 0       | ±0      |
| | Alianza para el Progreso1 (APP)           | 33,490       | 6.39         | n/a          | 0       | ±0      |
| | Juntos por el Perú (JP)                   | 23,502       | 4.48         | Nuevo        | 0       | ±0      |
| | Partido Popular Cristiano2 (PPC)          | 23,292       | 4.44         | n/a          | 0       | ±0      |
| | Frente Amplio (FA)                        | 21,570       | 4.11         | –4.52        | 0       | ±0      |
| | Vamos Perú2 (VP)                          | 20,584       | 3.93         | n/a          | 0       | ±0      |
| | Unión por el Perú3 (UPP)                  | 20,176       | 3.85         | n/a          | 0       | ±0      |
| | Democracia Directa (DD)                   | 19,499       | 3.72         | +2.53        | 0       | ±0      |
| | Partido Aprista Peruano2 (APRA)           | 14,397       | 2.75         | n/a          | 0       | ±0      |
| | Avanza País (AvP)                         | 11,735       | 2.24         | Nuevo        | 0       | ±0      |
| | Solidaridad Nacional3 (SN)                | 11,732       | 2.24         | n/a          | 0       | ±0      |
| | Perú Patria Segura (PPS)                  | 10,932       | 2.09         | Nuevo        | 0       | ±0      |
| | Perú Nación (PN)                          | 7,920        | 1.51         | Nuevo        | 0       | ±0      |
| | Contigo4 (C)                              | 6,787        | 1.29         | –21.67       | 0       | –1      |
| | Renacimiento Unido Nacional (RUNA)        | 3,853        | 0.74         | Nuevo        | 0       | ±0      |
| |                                           |              |              |              |         |         |
| Total | Total                                     | 524,308      |              |              | 6       | ±0      |
| |                                           |              |              |              |         |         |
| Votos válidos | Votos válidos                             | 524,308      | 80.09        | +14.34       |         |         |
| Votos en blanco | Votos en blanco                           | 13,107       | 2.00         | –7.06        |         |         |
| Votos nulos | Votos nulos                               | 117,215      | 17.91        | –7.28        |         |         |
| Votos emitidos | Votos emitidos                            | 654,630      | 80.63        | –5.94        |         |         |
| Abstenciones | Abstenciones                              | 157,286      | 19.37        | +5.94        |         |         |
| Votantes registrados | Votantes registrados                      | 811,916      |              |              |         |         |
| |                                           |              |              |              |         |         |
| Fuente: |                                           |              |              |              |         |         |
| Notas al pie: 1 Dentro de la coalición Alianza para el Progreso del Perú en las elecciones de 2016. 2 Dentro de la coalición Alianza Popular en las elecciones de 2016. 3 Dentro de la coalición Alianza Solidaridad Nacional en las elecciones de 2016 (retiraron su candidatura). 4 Comparado con los resultados de su partido antecesor Peruanos por el Kambio en las elecciones de 2016. |                                           |              |              |              |         |         |
| Notas al pie: |                                           |              |              |              |         |         |
| 1 Dentro de la coalición Alianza para el Progreso del Perú en las elecciones de 2016. 2 Dentro de la coalición Alianza Popular en las elecciones de 2016. 3 Dentro de la coalición Alianza Solidaridad Nacional en las elecciones de 2016 (retiraron su candidatura). 4 Comparado con los resultados de su partido antecesor Peruanos por el Kambio en las elecciones de 2016.               |                                           |              |              |              |         |         |

### Elecciones parlamentarias de 2016
| Partidos y coaliciones | Partidos y coaliciones                         | Voto popular | Voto popular | Voto popular | Escaños | Escaños |
| Partidos y coaliciones | Partidos y coaliciones                         | Votos        | %            | ±pp          | Total   | +/−     |
| --- | ---------------------------------------------- | ------------ | ------------ | ------------ | ------- | ------- |
| | Fuerza Popular1 (FP)                           | 160,208      | 37.84        | +16.43       | 3       | +2      |
| | Peruanos por el Kambio (PPK)                   | 97,208       | 22.96        | Nuevo        | 1       | +1      |
| | Alianza Popular2 (APRA–PPC–VP)                 | 41,931       | 9.90         | n/a          | 0       | –1      |
| | Frente Amplio (FA)                             | 36,538       | 8.63         | Nuevo        | 0       | ±0      |
| | Alianza para el Progreso del Perú3 (APP–RN–SP) | 34,325       | 8.11         | n/a          | 0       | ±0      |
| | Acción Popular4 (AP)                           | 28,929       | 6.83         | n/a          | 0       | ±0      |
| | Perú Posible4 (PP)                             | 9,414        | 2.22         | n/a          | 0       | –1      |
| | Frente Esperanza (FE)                          | 6,198        | 1.46         | Nuevo        | 0       | ±0      |
| | Democracia Directa5 (DD)                       | 5,032        | 1.19         | –0.86        | 0       | ±0      |
| | Orden (O)                                      | 3,647        | 0.86         | Nuevo        | 0       | ±0      |
| |                                                |              |              |              |         |         |
| Total | Total                                          | 423,430      |              |              | 4       | ±0      |
| |                                                |              |              |              |         |         |
| Votos válidos | Votos válidos                                  | 423,430      | 65.75        | –12.16       |         |         |
| Votos en blanco | Votos en blanco                                | 58,341       | 9.06         | +2.17        |         |         |
| Votos nulos | Votos nulos                                    | 162,244      | 25.19        | +9.99        |         |         |
| Votos emitidos | Votos emitidos                                 | 644,015      | 86.57        | –1.04        |         |         |
| Abstenciones | Abstenciones                                   | 99,913       | 13.43        | +1.04        |         |         |
| Votantes registrados | Votantes registrados                           | 743,928      |              |              |         |         |
| |                                                |              |              |              |         |         |
| Fuente: |                                                |              |              |              |         |         |
| Notas al pie: 1 Comparado con los resultados de su partido antecesor Fuerza 2011 en las elecciones de 2011. 2 Comparado con los resultados del Partido Aprista Peruano y el Partido Popular Cristiano en las elecciones de 2011. 3 Comparado con los resultados de Alianza para el Progreso , Restauración Nacional (ambos dentro de la coalición Alianza por el Gran Cambio ) y Somos Perú (dentro de la coalición Alianza Electoral Perú Posible ) en las elecciones de 2011. 4 Dentro de la coalición Alianza Electoral Perú Posible en las elecciones de 2011. 5 Comparado con los resultados de su partido antecesor Fonavistas del Perú en las elecciones de 2011. |                                                |              |              |              |         |         |
| Notas al pie: |                                                |              |              |              |         |         |
| 1 Comparado con los resultados de su partido antecesor Fuerza 2011 en las elecciones de 2011. 2 Comparado con los resultados del Partido Aprista Peruano y el Partido Popular Cristiano en las elecciones de 2011. 3 Comparado con los resultados de Alianza para el Progreso, Restauración Nacional (ambos dentro de la coalición Alianza por el Gran Cambio) y Somos Perú (dentro de la coalición Alianza Electoral Perú Posible) en las elecciones de 2011. 4 Dentro de la coalición Alianza Electoral Perú Posible en las elecciones de 2011. 5 Comparado con los resultados de su partido antecesor Fonavistas del Perú en las elecciones de 2011.                  |                                                |              |              |              |         |         |

### Elecciones parlamentarias de 2011
| Partidos y coaliciones | Partidos y coaliciones                       | Voto popular | Voto popular | Voto popular | Escaños | Escaños |
| Partidos y coaliciones | Partidos y coaliciones                       | Votos        | %            | ±pp          | Total   | +/−     |
| --- | -------------------------------------------- | ------------ | ------------ | ------------ | ------- | ------- |
| | Fuerza 20111 (F2011)                         | 94,968       | 21.41        | +8.95        | 1       | +1      |
| | Gana Perú2 (PNP–PS–PCP–PSR)                  | 85,176       | 19.20        | +18.37       | 1       | +1      |
| | Alianza por el Gran Cambio3 (APP–PPC–PHP–RN) | 75,428       | 17.00        | n/a          | 1       | ±0      |
| | Perú Posible4 (PP–AP–SP)                     | 59,180       | 13.34        | +3.21        | 1       | +1      |
| | Cambio Radical (CR)                          | 50,645       | 11.42        | Nuevo        | 0       | ±0      |
| | Solidaridad Nacional5 (SN–UPP–C90–SU–TPP)    | 36,439       | 8.21         | n/a          | 0       | –1      |
| | Partido Aprista Peruano (APRA)               | 26,584       | 5.99         | –20.37       | 0       | –2      |
| | Fonavistas del Perú (FP)                     | 9,111        | 2.05         | Nuevo        | 0       | ±0      |
| | Fuerza Social (FS)                           | 2,126        | 0.48         | Nuevo        | 0       | ±0      |
| | Justicia, Tecnología, Ecología (JTE)         | 1,626        | 0.37         | Nuevo        | 0       | ±0      |
| | Fuerza Nacional (FN)                         | 1,283        | 0.29         | Nuevo        | 0       | ±0      |
| | Adelante (Adelante)                          | 1,033        | 0.23         | Nuevo        | 0       | ±0      |
| |                                              |              |              |              |         |         |
| Total | Total                                        | 443,599      |              |              | 4       | ±0      |
| |                                              |              |              |              |         |         |
| Votos válidos | Votos válidos                                | 443,599      | 77.91        | +2.83        |         |         |
| Votos en blanco | Votos en blanco                              | 39,202       | 6.89         | –0.93        |         |         |
| Votos nulos | Votos nulos                                  | 86,546       | 15.20        | –1.90        |         |         |
| Votos emitidos | Votos emitidos                               | 569,347      | 87.61        | –2.26        |         |         |
| Abstenciones | Abstenciones                                 | 80,549       | 12.39        | +2.26        |         |         |
| Votantes registrados | Votantes registrados                         | 649,896      |              |              |         |         |
| |                                              |              |              |              |         |         |
| Fuente: |                                              |              |              |              |         |         |
| Notas al pie: 1 Comparado con los resultados de la coalición Alianza por el Futuro en las elecciones de 2006. 2 Comparado con los resultados del Partido Socialista en las elecciones de 2006. 3 Comparado con los resultados del Partido Popular Cristiano (dentro de Unidad Nacional ) en las elecciones de 2006. 4 Comparado con los resultados del partido Perú Posible y la alianza Frente de Centro en las elecciones de 2006. 5 Comparado con los resultados del partido Unión por el Perú y Solidaridad Nacional (dentro de Unidad Nacional ) en las elecciones de 2006. |                                              |              |              |              |         |         |
| Notas al pie: |                                              |              |              |              |         |         |
| 1 Comparado con los resultados de la coalición Alianza por el Futuro en las elecciones de 2006. 2 Comparado con los resultados del Partido Socialista en las elecciones de 2006. 3 Comparado con los resultados del Partido Popular Cristiano (dentro de Unidad Nacional) en las elecciones de 2006. 4 Comparado con los resultados del partido Perú Posible y la alianza Frente de Centro en las elecciones de 2006. 5 Comparado con los resultados del partido Unión por el Perú y Solidaridad Nacional (dentro de Unidad Nacional) en las elecciones de 2006.                 |                                              |              |              |              |         |         |

### Elecciones parlamentarias de 2006
| Partidos y coaliciones | Partidos y coaliciones                            | Voto popular | Voto popular | Voto popular | Escaños | Escaños |
| Partidos y coaliciones | Partidos y coaliciones                            | Votos        | %            | ±pp          | Total   | +/−     |
| --- | ------------------------------------------------- | ------------ | ------------ | ------------ | ------- | ------- |
| | Partido Aprista Peruano (APRA)                    | 96,353       | 26.36        | +1.24        | 2       | ±0      |
| | Unidad Nacional (PPC–SN–RN)                       | 81,804       | 22.38        | +10.23       | 1       | +1      |
| | Unión por el Perú (UPP)                           | 52,382       | 14.33        | +13.29       | 1       | +1      |
| | Alianza por el Futuro1 (C90–NM–SC)                | 45,533       | 12.46        | +5.24        | 0       | ±0      |
| | Perú Posible (PP)                                 | 19,042       | 5.21         | –20.65       | 0       | –2      |
| | Restauración Nacional (RN)                        | 18,821       | 5.15         | Nuevo        | 0       | ±0      |
| | Frente de Centro2 (AP–SP–CNI)                     | 17,991       | 4.92         | +2.91        | 0       | ±0      |
| | Fuerza Democrática (FD)                           | 5,366        | 1.47         | Nuevo        | 0       | ±0      |
| | Frente Independiente Moralizador (FIM)            | 4,272        | 1.17         | –10.95       | 0       | ±0      |
| | Justicia Nacional (JN)                            | 3,055        | 0.84         | Nuevo        | 0       | ±0      |
| | Partido Socialista (PS)                           | 3,034        | 0.83         | Nuevo        | 0       | ±0      |
| | Concertación Descentralista (PDS–MHP)             | 2,678        | 0.73         | Nuevo        | 0       | ±0      |
| | Avanza País - Partido de Integración Social (AvP) | 2,134        | 0.58         | Nuevo        | 0       | ±0      |
| | Con Fuerza Perú                                   | 1,913        | 0.52         | Nuevo        | 0       | ±0      |
| | Frente Popular Agrícola del Perú (Frepap)         | 1,825        | 0.50         | –0.31        | 0       | ±0      |
| | Alianza para el Progreso (APP)                    | 1,550        | 0.42         | Nuevo        | 0       | ±0      |
| | Movimiento Nueva Izquierda (MNI)                  | 1,541        | 0.42         | Nuevo        | 0       | ±0      |
| | Reconstrucción Democrática                        | 1,452        | 0.40         | Nuevo        | 0       | ±0      |
| | Proyecto País (PrP)                               | 1,167        | 0.32         | –1.87        | 0       | ±0      |
| | Perú Ahora                                        | 1,041        | 0.29         | Nuevo        | 0       | ±0      |
| | Resurgimiento Peruano                             | 769          | 0.21         | Nuevo        | 0       | ±0      |
| | Renacimiento Andino (RA)                          | 750          | 0.21         | –1.08        | 0       | ±0      |
| | Y se llama Perú                                   | 612          | 0.17         | Nuevo        | 0       | ±0      |
| | Progresemos Perú                                  | 442          | 0.12         | Nuevo        | 0       | ±0      |
| |                                                   |              |              |              |         |         |
| Total | Total                                             | 365,527      |              |              | 4       | ±0      |
| |                                                   |              |              |              |         |         |
| Votos válidos | Votos válidos                                     | 365,527      | 75.08        | –3.02        |         |         |
| Votos en blanco | Votos en blanco                                   | 38,059       | 7.82         | –1.24        |         |         |
| Votos nulos | Votos nulos                                       | 83,239       | 17.10        | +4.26        |         |         |
| Votos emitidos | Votos emitidos                                    | 486,825      | 89.87        | +7.54        |         |         |
| Abstenciones | Abstenciones                                      | 54,905       | 10.13        | –7.54        |         |         |
| Votantes registrados | Votantes registrados                              | 541,730      |              |              |         |         |
| |                                                   |              |              |              |         |         |
| Fuente: |                                                   |              |              |              |         |         |
| Notas al pie: 1 Comparado con los resultados de los partidos Cambio 90 – Nueva Mayoría y Solución Popular ( Sí Cumple ) en las elecciones de 2001. 2 Comparado con los resultados de los partidos Acción Popular y Somos Perú en las elecciones de 2001. |                                                   |              |              |              |         |         |
| Notas al pie: |                                                   |              |              |              |         |         |
| 1 Comparado con los resultados de los partidos Cambio 90–Nueva Mayoría y Solución Popular (Sí Cumple) en las elecciones de 2001. 2 Comparado con los resultados de los partidos Acción Popular y Somos Perú en las elecciones de 2001.                   |                                                   |              |              |              |         |         |

### Elecciones parlamentarias de 2001
| Partidos y coaliciones | Partidos y coaliciones                    | Voto popular | Voto popular | Voto popular | Escaños | Escaños |
| Partidos y coaliciones | Partidos y coaliciones                    | Votos        | %            | ±pp          | Total   | +/−     |
| ---------------------- | ----------------------------------------- | ------------ | ------------ | ------------ | ------- | ------- |
|                        | Perú Posible (PP)                         | 80,359       | 25.86        | n/a          | 2       | n/a     |
|                        | Partido Aprista Peruano (APRA)            | 78,062       | 25.12        | n/a          | 2       | n/a     |
|                        | Unidad Nacional (PPC–SN–RN–CR)            | 37,759       | 12.15        | n/a          | 0       | n/a     |
|                        | Frente Independiente Moralizador (FIM)    | 37,669       | 12.12        | n/a          | 0       | n/a     |
|                        | Somos Perú (SP)                           | 19,152       | 6.16         | n/a          | 0       | n/a     |
|                        | Cambio 90–Nueva Mayoría (C90–NM)          | 15,325       | 4.93         | n/a          | 0       | n/a     |
|                        | Todos por la Victoria (TpV)               | 14,967       | 4.82         | n/a          | 0       | n/a     |
|                        | Solución Popular (SoP)                    | 7,125        | 2.29         | n/a          | 0       | n/a     |
|                        | Proyecto País (PrP)                       | 6,818        | 2.19         | n/a          | 0       | n/a     |
|                        | Renacimiento Andino (RA)                  | 4,011        | 1.29         | n/a          | 0       | n/a     |
|                        | Acción Popular (AP)                       | 3,736        | 1.20         | n/a          | 0       | n/a     |
|                        | Unión por el Perú (UPP)                   | 3,226        | 1.04         | n/a          | 0       | n/a     |
|                        | Frente Popular Agrícola del Perú (Frepap) | 2,511        | 0.81         | n/a          | 0       | n/a     |
|                        |                                           |              |              |              |         |         |
| Total                  | Total                                     | 310,720      |              |              | 4       | n/a     |
|                        |                                           |              |              |              |         |         |
| Votos válidos          | Votos válidos                             | 310,720      | 78.10        | n/a          |         |         |
| Votos en blanco        | Votos en blanco                           | 36,048       | 9.06         | n/a          |         |         |
| Votos nulos            | Votos nulos                               | 51,076       | 12.84        | n/a          |         |         |
| Votos emitidos         | Votos emitidos                            | 397,844      | 82.33        | n/a          |         |         |
| Abstenciones           | Abstenciones                              | 85,410       | 17.67        | n/a          |         |         |
| Votantes registrados   | Votantes registrados                      | 483,254      |              |              |         |         |
|                        |                                           |              |              |              |         |         |
| Fuente:                |                                           |              |              |              |         |         |

### Elecciones parlamentarias de 2000
Elecciones parlamentarias en distrito electoral nacional único

### Elecciones parlamentarias de 1995
Elecciones parlamentarias en distrito electoral nacional único

### Elecciones parlamentarias de 1990
| Partidos y coaliciones | Partidos y coaliciones                                     | Voto popular | Voto popular | Voto popular | Escaños | Escaños |
| Partidos y coaliciones | Partidos y coaliciones                                     | Votos        | %            | ±pp          | Total   | +/−     |
| --- | ---------------------------------------------------------- | ------------ | ------------ | ------------ | ------- | ------- |
| | Frente Democrático1 (Movimiento Libertad–PPC–AP)           | 71,002       | 35.76        | n/a          | 3       | +2      |
| | Cambio 90 (C90)                                            | 55,088       | 27.75        | Nuevo        | 2       | +2      |
| | Partido Aprista Peruano (APRA)                             | 44,046       | 22.19        | –35.97       | 2       | –3      |
| | Izquierda Unida (IU)                                       | 12,919       | 6.51         | –11.49       | 0       | –1      |
| | Izquierda Socialista (IS)                                  | 7,615        | 3.84         | Nuevo        | 0       | ±0      |
| | Unión Cívica Independiente                                 | 2,004        | 1.01         | Nuevo        | 0       | ±0      |
| | Frente Nacional de Trabajadores y Campesinos2 (Frenatraca) | 1,392        | 0.70         | +0.21        | 0       | ±0      |
| | Movimiento Regional Chalaco                                | 925          | 0.47         | Nuevo        | 0       | ±0      |
| | Frente Popular Agrícola del Perú (Frepap)                  | 852          | 0.43         | Nuevo        | 0       | ±0      |
| | Movimiento Renovador Porteño                               | 735          | 0.37         | Nuevo        | 0       | ±0      |
| | Unión Democrática                                          | 586          | 0.30         | Nuevo        | 0       | ±0      |
| | Unión Nacional Odriísta (UNO)                              | 576          | 0.29         | n/a          | 0       | ±0      |
| | Movimiento de Bases Hayistas3 (MBH)                        | 450          | 0.23         | n/a          | 0       | ±0      |
| | Movimiento Social Independiente                            | 348          | 0.18         | Nuevo        | 0       | ±0      |
| |                                                            |              |              |              |         |         |
| Total | Total                                                      | 198,538      |              |              | 7       | ±0      |
| |                                                            |              |              |              |         |         |
| Votos válidos | Votos válidos                                              | 198,538      | 100.00       | +12.21       |         |         |
| Votos en blanco | Votos en blanco                                            | 0            | 0.00         | –5.17        |         |         |
| Votos nulos | Votos nulos                                                | 0            | 0.00         | +7.04        |         |         |
| Votos emitidos | Votos emitidos                                             | 198,538      | n/d          | n/a          |         |         |
| Abstenciones | Abstenciones                                               | n/d          | n/d          | n/a          |         |         |
| Votantes registrados | Votantes registrados                                       | n/d          |              |              |         |         |
| |                                                            |              |              |              |         |         |
| Fuente: |                                                            |              |              |              |         |         |
| Notas al pie: 1 Comparado con los resultados del Partido Popular Cristiano (dentro de la coalición Convergencia Democrática ) y Acción Popular en las elecciones de 1985. 2 Comparado con los resultados de Izquierda Nacionalista (IN) en las elecciones de 1985. 3 Dentro de la coalición Convergencia Democrática (CODE) en las elecciones de 1980. |                                                            |              |              |              |         |         |
| Notas al pie: |                                                            |              |              |              |         |         |
| 1 Comparado con los resultados del Partido Popular Cristiano (dentro de la coalición Convergencia Democrática) y Acción Popular en las elecciones de 1985. 2 Comparado con los resultados de Izquierda Nacionalista (IN) en las elecciones de 1985. 3 Dentro de la coalición Convergencia Democrática (CODE) en las elecciones de 1980.                |                                                            |              |              |              |         |         |

### Elecciones parlamentarias de 1985
| Partidos y coaliciones | Partidos y coaliciones                                   | Voto popular | Voto popular | Voto popular | Escaños | Escaños |
| Partidos y coaliciones | Partidos y coaliciones                                   | Votos        | %            | ±pp          | Total   | +/−     |
| --- | -------------------------------------------------------- | ------------ | ------------ | ------------ | ------- | ------- |
| | Partido Aprista Peruano (APRA)                           | 128,837      | 58.16        | +29.25       | 5       | +2      |
| | Izquierda Unida1 (UNIR–UDP–PRT–UI–FOCEP–APS)             | 39,873       | 18.00        | +2.44        | 1       | +1      |
| | Convergencia Democrática2 (PPC–MBH)                      | 30,340       | 13.70        | –2.02        | 1       | ±0      |
| | Acción Popular (AP)                                      | 14,605       | 6.59         | –25.33       | 0       | –3      |
| | Frente Democrático de Unidad Nacional (FUN)              | 3,731        | 1.68         | Nuevo        | 0       | ±0      |
| | Izquierda Nacionalista3 (IN)                             | 1,079        | 0.49         | –0.91        | 0       | ±0      |
| | Partido Socialista del Perú (PSP)                        | 844          | 0.38         | +0.08        | 0       | ±0      |
| | Partido de Avanzada Nacional (PAN)                       | 660          | 0.30         | Nuevo        | 0       | ±0      |
| | Partido Mariateguista para la Liberación Nacional (PMLN) | 654          | 0.30         | Nuevo        | 0       | ±0      |
| | Partido Socialista de los Trabajadores (PST)             | 469          | 0.21         | Nuevo        | 0       | ±0      |
| | Movimiento Cívico Nacional 7 de Junio (M7J)              | 430          | 0.19         | Nuevo        | 0       | ±0      |
| |                                                          |              |              |              |         |         |
| Total | Total                                                    | 221,522      |              |              | 7       | ±0      |
| |                                                          |              |              |              |         |         |
| Votos válidos | Votos válidos                                            | 221,522      | 87.79        | +3.31        |         |         |
| Votos en blanco | Votos en blanco                                          | 13,036       | 5.17         | +1.57        |         |         |
| Votos nulos | Votos nulos                                              | 17,776       | 7.04         | –4.88        |         |         |
| Votos emitidos | Votos emitidos                                           | 252,334      | 93.75        | n/a          |         |         |
| Abstenciones | Abstenciones                                             | 16,836       | 6.25         | n/a          |         |         |
| Votantes registrados | Votantes registrados                                     | 269,170      |              |              |         |         |
| |                                                          |              |              |              |         |         |
| Fuente: |                                                          |              |              |              |         |         |
| Notas al pie: 1 Comparado con los resultados de los partidos Unión de Izquierda Revolucionaria (PCP-PR–PCR–VR–FLN), Unidad Democrático Popular (UDP), Partido Revolucionario de los Trabajadores (PRT), Unidad de Izquierda (UI), el Frente Obrero Campesino Estudiantil y Popular (FOCEP) y Acción Política Socialista (APS) en las elecciones de 1980. 2 Comparado con los resultados del Partido Popular Cristiano (PPC) en las elecciones de 1980. 3 Comparado con los resultados del Frente Nacional de Trabajadores y Campesinos (Frenatraca) en las elecciones de 1980. |                                                          |              |              |              |         |         |
| Notas al pie: |                                                          |              |              |              |         |         |
| 1 Comparado con los resultados de los partidos Unión de Izquierda Revolucionaria (PCP-PR–PCR–VR–FLN), Unidad Democrático Popular (UDP), Partido Revolucionario de los Trabajadores (PRT), Unidad de Izquierda (UI), el Frente Obrero Campesino Estudiantil y Popular (FOCEP) y Acción Política Socialista (APS) en las elecciones de 1980. 2 Comparado con los resultados del Partido Popular Cristiano (PPC) en las elecciones de 1980. 3 Comparado con los resultados del Frente Nacional de Trabajadores y Campesinos (Frenatraca) en las elecciones de 1980.               |                                                          |              |              |              |         |         |

### Elecciones parlamentarias de 1980
| Partidos y coaliciones | Partidos y coaliciones                                    | Voto popular | Voto popular | Voto popular | Escaños | Escaños |
| Partidos y coaliciones | Partidos y coaliciones                                    | Votos        | %            | ±pp          | Total   | +/−     |
| ---------------------- | --------------------------------------------------------- | ------------ | ------------ | ------------ | ------- | ------- |
|                        | Acción Popular (AP)                                       | 49,774       | 31.92        | n/a          | 3       | n/a     |
|                        | Partido Aprista Peruano (APRA)                            | 45,077       | 28.91        | n/a          | 3       | n/a     |
|                        | Partido Popular Cristiano (PPC)                           | 24,509       | 15.72        | n/a          | 1       | n/a     |
|                        | Unidad de Izquierda (UI)                                  | 6,661        | 4.27         | n/a          | 0       | n/a     |
|                        | Unidad Democrático Popular (UDP)                          | 6,218        | 3.99         | n/a          | 0       | n/a     |
|                        | Partido Revolucionario de los Trabajadores (PRT)          | 5,968        | 3.83         | n/a          | 0       | n/a     |
|                        | Unión de Izquierda Revolucionaria (PCP-PR–PCR–VR–FLN)     | 3,619        | 2.32         | n/a          | 0       | n/a     |
|                        | Lista Independiente Acción Chalaca                        | 3,035        | 1.95         | n/a          | 0       | n/a     |
|                        | Frente Nacional de Trabajadores y Campesinos (Frenatraca) | 2,185        | 1.40         | n/a          | 0       | n/a     |
|                        | Lista Independiente Avanzada Chalaca                      | 1,901        | 1.22         | n/a          | 0       | n/a     |
|                        | Organización Política de la Revolución Peruana (OPRP)     | 1,485        | 0.95         | n/a          | 0       | n/a     |
|                        | Unión Nacional Odriísta (UNO)                             | 1,478        | 0.95         | n/a          | 0       | n/a     |
|                        | Frente Obrero Campesino Estudiantil y Popular (FOCEP)     | 1,155        | 0.74         | n/a          | 0       | n/a     |
|                        | Movimiento Democrático Peruano (MDP)                      | 844          | 0.54         | n/a          | 0       | n/a     |
|                        | Lista Independiente Democracia Nisei Callao               | 651          | 0.42         | n/a          | 0       | n/a     |
|                        | Acción Política Socialista (APS)                          | 639          | 0.41         | n/a          | 0       | n/a     |
|                        | Partido Socialista del Perú (PSP)                         | 460          | 0.30         | n/a          | 0       | n/a     |
|                        | Movimiento Popular de Acción e Integración Social (MPAIS) | 284          | 0.18         | n/a          | 0       | n/a     |
|                        |                                                           |              |              |              |         |         |
| Total                  | Total                                                     | 155,943      |              |              | 7       | n/a     |
|                        |                                                           |              |              |              |         |         |
| Votos válidos          | Votos válidos                                             | 155,943      | 84.48        | n/a          |         |         |
| Votos en blanco        | Votos en blanco                                           | 6,653        | 3.60         | n/a          |         |         |
| Votos nulos            | Votos nulos                                               | 21,993       | 11.92        | n/a          |         |         |
| Votos emitidos         | Votos emitidos                                            | 184,589      | n/d          | n/a          |         |         |
| Abstenciones           | Abstenciones                                              | n/d          | n/d          | n/a          |         |         |
| Votantes registrados   | Votantes registrados                                      | n/d          |              |              |         |         |
|                        |                                                           |              |              |              |         |         |
| Fuente:                |                                                           |              |              |              |         |         |